# Kozłowa Góra (zbiornik)
Kozłowa Góra (Zbiornik Świerklaniec) – zbiornik zaporowy utworzony przez spiętrzenie wód Brynicy, położony na południowo-wschodnim obrzeżu gminy Świerklaniec. Popularna i oficjalna nazwa zbiornika pochodzi od Kozłowej Góry, dzielnicy Piekar Śląskich. Zbiornik powstał według projektu inżyniera Jana Stonawskiego, który był też głównym kierownikiem jego budowy.

## Geneza zbiornika
Zbiornik Kozłowa Góra został wybudowany na terenach nieużytków dawnego pogranicza rosyjsko-niemieckiego. Został utworzony w latach 1933–1939 dla celów militarnych i stanowił element systemu umocnień stałych i polowych (np. schrony bojowe, zapory przeciwczołgowe, stanowiska artylerii) Obszaru Warownego „Śląsk”. Zbiornik był więc elementem krajobrazu warownego, którego elementy nadal występują w okolicach zbiornika. W pierwszych latach powojennych (1948-1951), w związku z ciągłymi niedoborami wody w regionie górnośląskim, zbiornik zaadaptowano do funkcji rezerwuaru wody pitnej, budując stację uzdatniania wody.

## Parametry morfometryczne
Podstawowe parametry morfometryczne zbiornika:
- minimalny poziom piętrzenia – 275,10 m n.p.m.
- normalny poziom piętrzenia – 278,56 m n.p.m.
- maksymalny poziom piętrzenia – 278,93 m n.p.m.
- powierzchnia zbiornika przy minimalnym poziomie piętrzenia – 1,40 km²
- powierzchnia zbiornika przy normalnym poziomie piętrzenia – 5,50 km²
- powierzchnia zbiornika przy maksymalnym poziomie piętrzenia – 5,87 km²
- pojemność martwa zbiornika – 0,67 mln m³
- pojemność przy normalnym poziomie piętrzenia – 13,05 mln m³
- pojemność przy maksymalnym poziomie piętrzenia (całkowita) – 15,30 mln m³

Przy normalnym poziomie piętrzenia parametry morfometryczne wynoszą:
- głębokość średnia zbiornika – 2,4 m
- głębokość maksymalna – 4,5 m
- długość zbiornika – 3,6 km
- średnia szerokość zbiornika – 1,5 km
- wskaźnik wydłużenia zbiornika – 2,40
- długość linii brzegowej – 12,5 km
- uwyspienie – 0,0%
- wskaźnik odsłonięcia zbiornika – 229
- wskaźnik rozwinięcia objętości zbiornika – 1,60
- wskaźnik kształtu misy zbiornika (wskaźnik głębokościowy) – 0,53
- stała rezerwa powodziowa – 2,79 mln m³.

Brzegi zbiornika są zróżnicowane. Na południu zamyka go betonowa zapora. Od strony zachodniej i częściowo północno-zachodniej otacza go ziemno-betonowy wał. W części północnej znajduje się ujście Brynicy z rozległymi trzcinowiskami. Od wschodu brzeg jest naturalny, płaski, z szuwarami, trzcinowiskami i podmokłymi łąkami.

## Funkcje zbiornika
Zbiornik ma znaczenie przyrodnicze i krajobrazowe – strefa cofkowa to ważne miejsce lęgowe wielu gatunków ptaków, mające status krajowej rangi ostoi ptactwa wodnego, a wokół akwenu występują liczne walory kulturowe, np. pozostałości obszaru warownego, park pałacowy z zabytkową zabudową w Świerklańcu. Zbiornik pełni funkcje zaopatrzenia w wodę pobliskiej stacji uzdatniania wody Górnośląskiego Przedsiębiorstwa Wodociągów. Spełnia zadania przeciwpowodziowe. W ograniczonym zakresie jest wykorzystywany turystyczno-rekreacyjnie. W przeszłości pełnił funkcje militarno-obronne i jest jednym z nielicznych przykładów zbiornika wybudowanego i przez kilka lat wykorzystywanego wyłącznie do realizacji tego typu zadań.

## Awifauna zbiornika
Zbiornik położony jest tuż na północ od zwartej aglomeracji przemysłowej Górnego Śląska, na południowy wschód od rozległego kompleksu Lasów Lubliniecko-Tarnogórskich. Leży z dala od dolin Odry i Wisły, które są głównymi szlakami wędrówek ptaków na Śląsku i daleko od innych większych zbiorników wodnych. Z tego względu jest ważną lokalną ostoją ptaków. W jego otoczeniu stwierdzono 202 gatunki ptaków, z tego 78 gatunków lęgowych i 124 gatunki przelotnych i zimujących. Bogactwo jego awifauny pozwala stawiać go w jednym rzędzie z największymi akwenami Górnego Śląska: Jeziorem Goczałkowickim, Zbiornikiem Łąka czy Jeziorem Turawskim. Kozłowa Góra ma szczególne znaczenie dla gatunków wodno-błotnych. Lęgną się tu gatunki figurujące w polskiej czerwonej księdze, jak bąk, rybitwa białowąsa, zielonka, sieweczka obrożna, a także gatunki chronione dyrektywą siedliskową UE: kropiatka, derkacz, zimorodek, dzierzba gąsiorek. Najliczniej reprezentowana jest mewa śmieszka, której kolonie liczyły maksymalnie 230 gniazd. Kolonie lęgowe perkoza zausznika liczą okresowo do 90 gniazd. Z drapieżnych w trzcinowiskach zakładają gniazda 1–2 pary błotniaków stawowych.